# 六號滅火輪 (1981年)
六號滅火輪（英文：Fire Boat 6）是香港消防處一艘已經退役的滅火輪，為其轄下兩艘特製大型鋼身滅火輪之一，於1981年起服役，為在海港碇泊或錨泊的船隻提供海上消防服務，於1990年代接受過大型改裝，至2005年4月18日由卓越號滅火輪替代才退役，退役前服務香港達24年。
六號滅火輪亦負責支援本港沿岸（尤其是青衣島的油庫和潛在危險裝置，以及葵涌貨櫃碼頭）的滅火行動。此外，它為水底救援行動提供潛水支援服務，並在發生嚴重事故時可作為現場指揮站和傷者接收站。

## 裝備
- 消防泵：1個獨立內燃機推動離心式水泵及2個由主引擎帶動的離心式水泵
  - 泵水量：每個每分鐘9092升（即合共每分鐘27276升）
- 儲存量：
  - 燃料：24000升
  - 淡水：5000升
  - 泡劑：兩個泡櫃各存8550升，合共17100升
  - 高度膨脹泡劑：300升
  - 乾粉滅火筒：一座載有1360公斤的乾粉器，連接兩捲各長45米膠喉，以六樽氮氣推動，輸送至圓錐形噴嘴應用
- 航海儀器：雷達、衛星定位儀及測深儀

### 改裝前
- 水炮／泡炮：共7支
  - 船艏艦橋下平台1支水炮（B炮位）
  - 艦橋頂平台2支水炮（左右各1支）
  - 旋轉升降台上1支主水炮／泡炮
  - 船身左舷平台上1支水炮
  - 船身右舷平台上1支水炮
  - 船艉瞭望台1支水炮（X炮位）
- 升降台：一部可旋轉50呎司落高升降台（SS-50），設有1支主水炮／泡炮，安裝設於艦橋後平台上

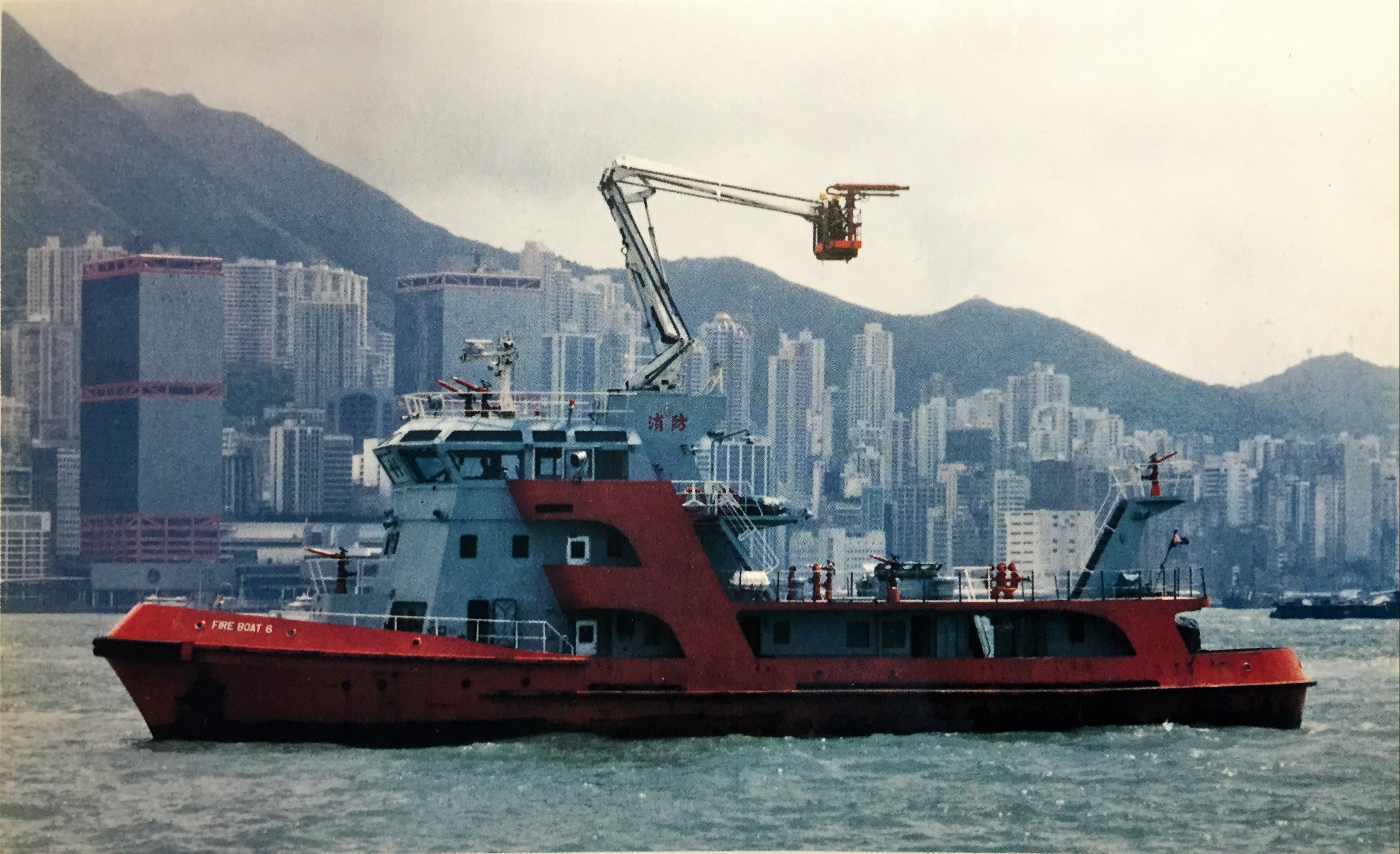
六號滅火輪(改裝前)

### 改裝後
六號滅火輪曾於九十年代進行大型改裝，將旋轉升降台拆除，於同一位置安裝一個大型瞭望台，瞭望台頂層設有1支主水炮／泡炮。

拆除船艉瞭望台，將船艉水炮移至船艉平台，增設2艘消防快艇停放架，並於船艉平台加設1座摺疊式油壓吊臂用以吊放快艇。
- 水炮／泡炮：共7支
  - 船艏艦橋下平台1支水炮（B炮位）
  - 艦橋頂平台2支水炮（左右各1支）
  - 艦橋後瞭望台頂層1支主水炮／泡炮
  - 船身左舷平台上1支水炮
  - 船身右舷平台上1支水炮
  - 船艉平台1支水炮（Y炮位）
- 子艇：2艘5.8米長的快艇，每艘設有2部70匹馬力的舷外機；快艇上設有1個消防泵及1支水炮。

## 相關參見
- 精英號
- 卓越號滅火輪